# Lehtojärvet (Junosuando socken, Norrbotten, 751216-178979)
Lehtojärvet är en sjö i Pajala kommun i Norrbotten och ingår i Torneälvens huvudavrinningsområde.